# Vitrolles, Bouches-du-Rhône
Vitrolles är en kommun i departementet Bouches-du-Rhône i regionen Provence-Alpes-Côte d'Azur i sydöstra Frankrike. Kommunen ligger  i kantonen Vitrolles som ligger i arrondissementet Istres. År 2022 hade Vitrolles 36 612 invånare.
Staden började planeras på 1960-talet och byggdes under 1970-talet i Frankrikes eget miljonprogram. Staden ligger vid insjön Étang de Berre, strax nordväst om Marseille. Vitrolles är en del av Marseilles storstadsområde. Ikea etablerade sig på orten år 1985.

## Befolkningsutveckling
Antalet invånare i kommunen Vitrolles
Referens:INSEE